# ثراكوماكيدونيس
ثراكوماكيدونيس (Θρακομακεδόνες) هي مدينة في مقاطعة أتيكي في اليونان.
يبلغ عدد سكانها حوالي 6611 نسمة.